# Alexandru Obregia
Alexandru Obregia (ur. 20 lipca 1860 w Iași, zm. 24 lipca 1937 w Bukareszcie) – rumuński lekarz psychiatra, profesor Uniwersytetu Medycyny i Farmacji Carola Davili w Bukareszcie. Jego bratem był chemik Anastasie Obregia (1864–1937).

## Życiorys
Ukończył studia medyczne na Uniwersytecie w Bukareszcie. Specjalizował się w psychiatrii w klinikach w Paryżu i Berlinie, pod kierunkiem Westphala, Mendla, Bernhardta, Wundta, Magnana, Jeana-Martina Chacrota, Joffroya, Dejerinea, Balleta i Mariego. W latach 1892–1905 kierował zakładem histologii Uniwersytetu Bukareszteńskiego. Od 1893 roku był asystentem, a od 1905 kierownikiem zakładu psychiatrycznego Mărcuţa. W 1909 w wyniku konkursu przyznano mu katedrę psychiatrii w Bukareszcie; kierował nią nieprzerwanie do 1934 roku.
Od 1922 przewodniczył Rumuńskiemu Towarzystwu Psychiatrycznemu. Był redaktorem czasopisma psychiatrycznego „Bulletin de la Société de Psychiatrie de Bucarest”. W 1901 roku został odznaczony Legią Honorową, a w 1913 roku, przez Karola I, Ordinul „Meritul Sanitar” (orderem za zasługi dla zdrowia). W 1935 roku, dla uczczenia jego 75 urodzin, odbyła się akademia, podczas której odsłonięto przed głównym pawilonem szpitala popiersie Obregii dłuta Frederica Storcka. Szpital psychiatryczny w Bukareszcie od 1998 nosi jego imię (Spitalul Clinic de Psihiatrie Alexandru Obregia).
Z jego szkoły psychiatrycznej wyszli Constantin Parhon, Constantin Urechia, P. Tomescu, A. Badenskisi, A. Popea, A. Pitulescu, I. Constantinescu, Gr. Odobescu, M. Bruteanu, A. Vasilescu, A. Dimolescu, Tr. Demetrescu, Sebastian Constantinescu.

## Dorobek naukowy
Obregia cytowany jest jako pierwszy, który wprowadził nakłucie podpotyliczne. Swoje doświadczenia opisał w 1908 roku, podczas gdy doniesienia Bramanna pochodzą z 1913 roku, a Wegefortha, J.B. Ayera i C.R. Essicka z 1919. Opisał charakterystyczne objawy psychiczne u chorych z porażeniem postępującym. Wprowadził do histologii utrwalanie preparatów w celoidynie.
Wspólnie z Urechią opisał jedne z pierwszych przypadków śpiączkowego zapalenia mózgu.
W 1924 roku na kongresie rumuńskich psychiatrów zaproponował istnienie szczególnej postaci psychozy o cyklicznym przebiegu – catatonia periodica.

## Wybrane prace
- Fixirungsmethode der Golgi’schen Präparate des centralen Nervensystems[5]. 1890
- Serienschnitte mit Photoxylin oder Celloidin. Neurologisches Centralblatt 9, ss. 295-298, 1890
- Ueber die Nervenendigungen in den glatten Muskelfasern des Darms beim Hunde, 1891
- Obregia A, Antoniu AA. Treicasurĭ de paralizie generală stationara, 1906
- La ponction cervicale. Compt. rend. Soc. de biol. 64, 1908
- La rachicentèse sousoccipitale, 1908
- Obregia A, Parhon C, Urechia C. Contribution à l’étude de l’obésité des paralytiques généraux, 1912
- Obregia A, Urechia CJ, Popeia A. Le coefficient uréo-sécrétoire d’Ambard dans la paralysie générale, 1913
- Obregia, Parhon, Urechia. Recherches sur les glandes génitales: testicules et ovaires, dans la démence précoce, 1913
- Obregia A, Urechia CJ, Popeia A. Le coefficient d'Ambard dans la démence précoce, 1914.
- Obregia, Pitulesco. La séro-réaction d' Abderhalden dans la paralysie générale, l'épilepsie et les psychoses periodiques. 1914
- Obregia A, Carniol A. Sur l’élimination du néo-salvarsan par la bile, 1915
- Obregia A, Urechia C. Un cas d’acroasphyxie chronique, 1921
- Note sur la rachicentèse sous-occipitale, 1921
- Sur les hallucinations dans la phase paranoïde de la paralysie générale. Comptes rendus des séances de la Société de biologie et de ses filiales 87, ss. 296–298, 1922
- Catatonie périodique. Congreso Rumano de Psiquiatría, 1924
- Obregia, Tomescu. Catatonia periodică. Spitalul 49, ss. 273-282, 1929
- Obregia, Constantinescu S, Dimolescu A. La pseudosclérose sans lésions hépatiques. Rev. méd. roumain 4, ss. 95–106, 1931
- Obregia A, Dimolesco A, Constantinesco S. Syndrome infundibulo-tubérien avec troubles mentaux complexes par tumeur suprasellaire du troisième ventricule. Encéphale 27, ss. 93–106, 1932
- Obregia A, Dimolescu A, Pârvănescu A. Untersuchungen über den Druck der Cerebrospinalflüssigkeit und über das postpunktionelle Syndrom. Zeitschrift für die gesamte Neurologie und Psychiatrie, 1934